# 擦身而過的機會
《擦身而過的機會》（日语：背中越しのチャンス）是日本傑尼斯事務所旗下限定偶像組合龜與山P的單曲，由株式會社傑尼斯風暴發行。

## 收錄曲目

### 通常盤
1. 擦身而過的機會（背中越しのチャンス）
  - 作詞・作曲：KOUDAI IWATSUBO；編曲：石塚知生（日语：石塚知生）
  - 日本電視網電視劇《我命中注定的人》的主題曲
2. - 作詞：山下智久、亀梨和也；作曲：山下智久、亀梨和也、西澤善
3. 逆轉革命（逆転レボルシオン）
  - 作詞：zopp（日语：zopp）；作曲：、；編曲：
4. 擦身而過的機會（伴奏版）
5. （伴奏版）
6. 逆轉革命（伴奏版）

### 初回限定盤A

#### CD
1. 擦身而過的機會

#### DVD
1. 擦身而過的機會－音樂錄影帶＋製作花絮

### 初回限定盤B
1. 擦身而過的機會
2. ～～（龜梨和也獨唱曲）
  - 作詞：亀梨和也；作曲：、；編曲：、吉岡澤（日语：吉岡たく）
3. （山下智久獨唱曲）
  - 作詞：山下智久；作曲：、；編曲：
4. - 作詞：藤井優樹；作曲：；編曲：、
5. ～～（伴奏版）
6. （伴奏版）
7. （伴奏版）

## 外部連結
- 傑尼斯風暴《擦身而過的機會》單曲公式站 （页面存档备份，存于）